# Bettina Oehmen
Bettina Oehmen (geborene Güllekes) (* 19. November 1959 in Dortmund) ist Musikerin und Autorin. Sie studierte klassische Gitarre und Gesang an der Musikhochschule Dortmund.

## Leben
1982 ging sie für drei Jahre nach Jerusalem, um ihre Studien fortzusetzen. Seit 1985 lebt sie zusammen mit ihrem Mann, dem Cellisten Christoph Oehmen, und ihren vier Kindern in Bocholt, schreibt Bücher, komponiert Lieder und tritt regelmäßig mit Konzert-Lesungen auf.
Beliebt sind z. B. die israelischen Programme, bei denen Oehmen aktuelle und traditionelle israelische Lieder mit lebendigen Schilderungen aus ihrem Buch Shalom Chaverim kombiniert; oder die Lesungen aus ihren Kinderbüchern kombiniert mit eigens für diese Bücher geschriebenen Mitsinge-Liedern und vieles mehr.  Die Solé-Buch-Reihe entstand aus dem Wunsch, andere Menschen in ihr schöpferisches Potential zu bringen.
Neuere Projekte: Hörbücher, die Kriminächte in der Alten Spinnerei Herding in Bocholt, für die die Autorin ihre Kriminalromane als Drehbücher umschreibt.

## Werke

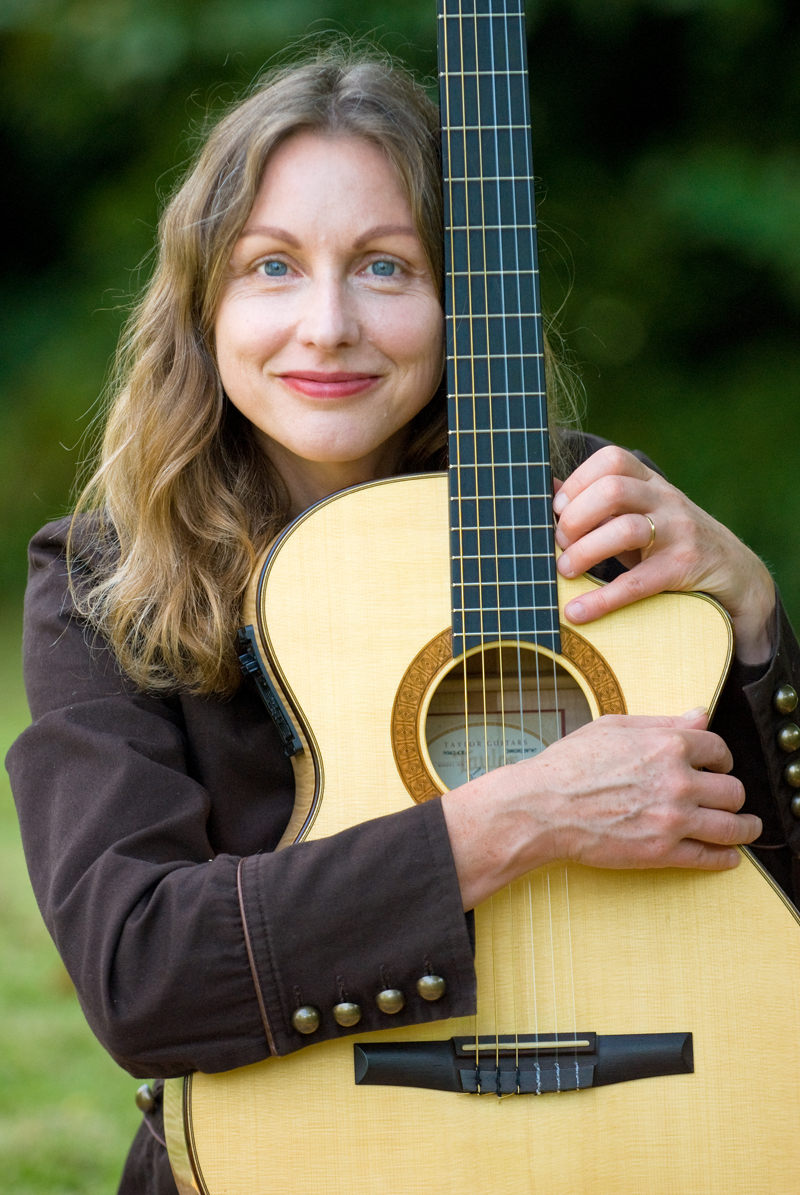
Bettina Oehmen, 2008

### Bücher
- Im Sonnengeflecht der Hirnfinsternis, 1999, R.G. Fischer-Verlag, ISBN 3-89501-643-8
- Das Bocholter Bilderbuch, 2000
- Gedichte über Gott und die Welt, 2000
- Unsere Erde, 2001
- Julius sieht mehr, 2001, Sheema-Medien-Verlag, ISBN 3-931560-12-0[9][10]
- Zwei Leichen zuviel, 2001, 1. Auflage, Achterland Verlag, ISBN 3-933377-01-3[11]
- Der Tod malt in Acryl, 2002, Phoebe-Verlag, ISBN 3-9808669-1-2[12]
- Mordsgedanken, 2003, Phoebe-Verlag, ISBN 3-9808669-2-0
- Solé oder der Weg zum Glück, 2005, Phoebe-Verlag, ISBN 3-9808669-6-3
- Spaghetti im Badezimmer, 2003, Phoebe-Verlag, ISBN 3-9808669-4-7
- Variationen über die Liebe, 2004, Phoebe-Verlag, ISBN 3-9808669-5-5
- Wo wir dennoch keine Götter sind, 2003, Phoebe-Verlag, ISBN 3-9808669-3-9
- Solé oder der Weg zum Selbst, 2006, Phoebe-Verlag, ISBN 3-9808669-7-1
- Solé oder der Weg zum Sein, 2007, Phoebe-Verlag, ISBN 978-3-9808669-9-6
- Sternenblut. 2007, Phoebe-Verlag, ISBN 978-3-9808669-8-9
- Was gibt es Dolleres als Julias Großmutter, 2008, Phoebe-Verlag, ISBN 978-3-9811956-0-6
- Die Welt durch Kinderaugen, 2008, Phoebe-Verlag, ISBN 978-3-9811956-3-7
- Shalom Chaverim, 2008, Phoebe-Verlag, ISBN 978-3-9811956-2-0[13]
- Solé oder der Weg zum Erinnern, 2009, ISBN 978-3-9811956-4-4
- Briefgeheimnis, 2010, Phoebe-Verlag, ISBN 978-3-9811956-6-8
- Himmelsfenster, 2010, Phoebe-Verlag,  ISBN 978-3-9811956-7-5
- Solés Blumenbuch, 2011, Phoebe-Verlag, ISBN 978-3-9811956-8-2
- Der Gemüsehändler und das Mädchen im roten Mantel, 2012, Phoebe-Verlag, ISBN 978-3-9815577-0-1

### CDs
- Die 13 Feen, 1999
- The Secret of my Life, 2000
- Liebes Leben, 2001
- Lieder aus Israel, 2004
- Julius-Lieder, 2006
- Liebe Lieder, 2006[14]
- Solé – Lieder zum positiven Denken, 2005
- 15 Meditationsreisen aus „Solé oder der Weg zum Sein“, 2008, ISBN 3-9811956-1-2

Alle Veröffentlichungen außer Julius sieht mehr, Zwei Leichen zu viel und Im Sonnengeflecht der Hirnfinsternis sind im Phoebe-Verlag erschienen.